# Староолексинецька сільська рада
Староолекси́нецька сільська́ ра́да — адміністративно-територіальна одиниця та орган місцевого самоврядування у Кременецькому районі Тернопільської області. Адміністративний центр — село Старий Олексинець.

## Загальні відомості
- Територія ради: 30,3 км²
- Населення ради: 1 154 особи (станом на 2001 рік)

## Населені пункти
Сільській раді підпорядковані населені пункти:
- с. Старий Олексинець
- с. Івання

## Склад ради
Рада складається з 15 депутатів та голови.
- Голова ради: Довгополюк Володимир Миколайович
- Секретар ради: Кучер Олена Іванівна

### Керівний склад попередніх скликань
| Прізвище, ім'я, по батькові      | Основні відомості                                                               | Дата обрання | Дата звільнення |
| -------------------------------- | ------------------------------------------------------------------------------- | ------------ | --------------- |
| Брянський Ростислав Андрійович   | Сільський голова, 1956 року народження, безпартійний                            | 26.03.2006   | 01.11.2007      |
| Довгопалюк Володимир Миколайович | Сільський голова, 1963 року народження, безпартійний                            | 16.03.2008   | 31.10.2010      |
| Довгополюк Володимир Миколайович | Сільський голова, 1963 року народження, освіта середня спеціальна, безпартійний | 31.10.2010   |                 |

Примітка: таблиця складена за даними сайту Верховної Ради України

### Депутати
За результатами місцевих виборів 2010 року депутатами ради стали:

#### За суб'єктами висування
| Суб'єкт висування | Кількість обраних депутатів | %   |
| ----------------- | --------------------------- | --- |
| Самовисування     | 15                          | 100 |

#### За округами
| № округу | Прізвище, ім'я, по батькові     | Дата визнання обраним | Освіта  | Партійна приналежність | Відомості про обраного депутата                               |
| -------- | ------------------------------- | --------------------- | ------- | ---------------------- | ------------------------------------------------------------- |
| 1        | М'ялковська Наталія Петрівна    | 01.11.2010            | вища    | позапартійна           | тимчасово не працює                                           |
| 2        | Струсь Ольга Іванівна           | 01.11.2010            | середня | позапартійна           | ТЗОВ «Староолексинецька кераміка», обліковець                 |
| 3        | Горушко Оксана Романівна        | 01.11.2010            | вища    | позапартійна           | Старокостянтинівський молокозавод, прийм.молока               |
| 4        | Семисюк Михайло Михайлович      | 01.11.2010            | вища    | позапартійний          | Біо-Лан, зав виробничим підрозділом                           |
| 5        | Антонюк Анатолій Олександрович  | 01.11.2010            | вища    | позапартійний          | Староолексинецький БК, завідувач                              |
| 6        | Овчарук Надія Володимирівна     | 01.11.2010            | вища    | позапартійна           | тимчасово не працює                                           |
| 7        | Семеляк Галина Іванівна         | 01.11.2010            | вища    | позапартійна           | Староолексинецька загальноосвітня школа, вчитель              |
| 8        | Крохмалюк Олександр Тимофійович | 01.11.2010            | вища    | позапартійний          | пенсіонер                                                     |
| 9        | Бондар Микола Петрович          | 01.11.2010            | вища    | позапартійний          | Очеретненська загальноосвітня школа, вчитель                  |
| 10       | Заєць Анатолій Григорович       | 01.11.2010            | вища    | позапартійний          | Біо-Лан, робітник                                             |
| 11       | Шегера Петро Васильович         | 01.11.2010            | вища    | позапартійний          | Староолексинецька загальноосвітня школа, сторож               |
| 12       | Кучер Олена Іванівна            | 01.11.2010            | вища    | позапартійна           | Староолексинецька с/рада, секретар                            |
| 13       | Гладиш Людмила Миколаївна       | 01.11.2010            | вища    | позапартійна           | Староолексинецька с/рада, землевпорядник                      |
| 14       | Козак Оксана Анатоліївна        | 01.11.2010            | вища    | позапартійна           | Староолексинецька ЛАЗПЕМ, лікар                               |
| 15       | Мартиневич Богдан Васильович    | 01.11.2010            | середня | позапартійний          | Староолексинецька загальноосвітня школа, майстер вир.навчання |